# Auckland Grammar School

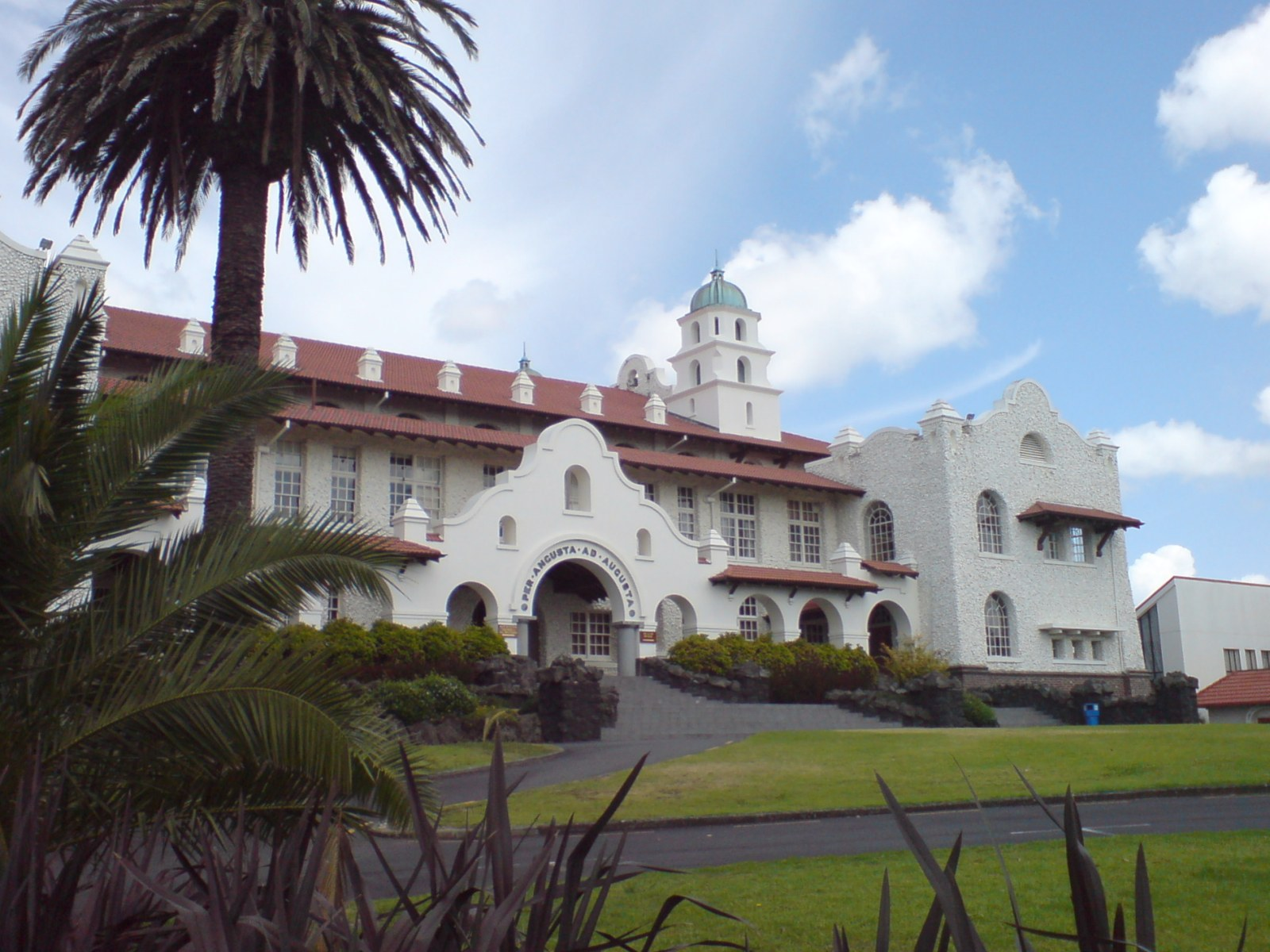
Auckland Grammar School

De Auckland Grammar School is een middelbare school voor uitsluitend jongens in Auckland, Nieuw-Zeeland. Het is een van de grootste scholen van Nieuw-Zeeland. Tot de leerlingen van deze school behoorden onder andere de acteur Russell Crowe en de bergbeklimmer Edmund Hillary.